# Friedrich David

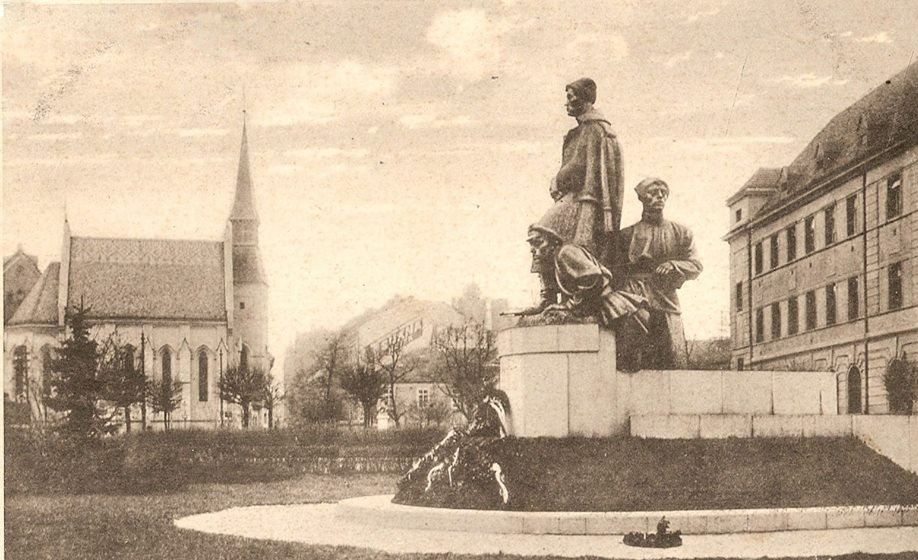
Pomník Josefa Jiřího Švece v Českých Budějovicích, který starosta David nechal v srpnu 1939 odstranit a následně roztavit.

Friedrich David (26. června 1900 České Budějovice – 5. května 1945 České Budějovice) byl sudetoněmecký obchodní úředník, nakladatel, nacistický politik a starosta Českých Budějovic v období druhé světové války.

## Život a působení
Narodil se v roce 1900 v Českých Budějovicích do česko-německé rodiny. Jeho otcem byl německý obchodní zástupce v potravinářské továrně Bratří Zátků v Českých Budějovicích Josef David, narozen ve Vídni. Jeho matkou byla poněmčená Češka Juliana. V letech 1911 až 1918 studoval na českobudějovickém německém státním gymnáziu. Na jaře 1918 odmaturoval a následně byl odveden do armády. Po konci první světové války absolvoval v roce 1919 obchodní kurz na místní německé obchodní akademii a nastoupil do českobudějovické pobočky rakouské elektrárenské firmy Vereinigte Elektrizitäts-Aktiengesellschaft Wien. V letech 1922 až 1923 absolvoval vojenskou službu v Československé armádě. Do roku 1925 pracoval jako komerční úředník pro Jihočeské elektrárny. V říjnu 1925 nastoupil do služeb Schwarzenberské finanční správy v Českých Budějovicích a od té doby pracoval jako schwarzenberský úředník pro primogenituru rodu v Hluboké nad Vltavou. Působil také jako pracovník a později ředitel českobudějovického vydavatelství německého tisku a německé knižní produkce Moldavia, jehož zakladatelem byl Franz Reitterer. V roce 1931 se v Dobré Vodě u Českých Budějovic oženil s jeho dcerou Hildegard Reiterrerovou.
Ve 30. letech vstoupil do Sudetoněmecké strany, za kterou se v roce 1937 stal městským radním Českých Budějovic. Ihned po německé okupaci 15. března 1939 a zřízení Protektorátu Čechy a Morava byl německým vládním komisariátem jmenován starostou Českých Budějovic. Jeho český předchůdce starosta Alois Neuman po krátkou dobu ještě zůstal civilním starostou a vykonával funkci paralelně s vládním komisařem, avšak krátce poté byl funkce zbaven a v průběhu roku 1939 byl zatčen Gestapem a uvězněn v koncentračním táboře Buchenwald.
V době svého působení v čele Českých Budějovic se zasloužil o zničení pomníku Jana Valeriána Jirsíka, pomníku Josefa Jiřího Švece na Senovážném náměstí, pomníku starosty Augusta Zátky (u něhož působil jeho otec) a o demolici Českobudějovické synagogy v roce 1942. V praktické politice podporoval větší poněmčení města, například změnou názvů ulic a podporou německé kultury. Z jeho popudu došlo k rozsáhlé přístavbě jihočeského divadla, ze kterého se v roce 1943 stalo Německé divadlo v Budějovicích, kam byl dosazen operní soubor zemského divadla v Linci. Po atentátu na Heydricha v květnu 1942 pronesl několik projevů proti českým pomahačům atentátníků a na podporu heydrichiády. 14. srpna 1944 ho zemský viceprezident Horst Naudé jmenoval starostou úřednické správy města a ještě navýšil jeho, již tak značné, komisařské pravomoci vlády nad městem.

## Smrt
Zemřel střelnou ranou v ulici Na Sadech na samém konci války 5. května 1945 v Českých Budějovicích. Pravděpodobně spáchal sebevraždu. Dle policejního vyšetřování při útěku z města v ulici Na Sadech vystoupil ze svého poškozeného automobilu a zastřelil se. Jeho nejbližší spolupracovník a krajský okresní komisař Českých Budějovic Hans Westen byl po válce dopaden v Bavorsku a v únoru 1947 byl v Praze mimořádným lidovým soudem odsouzen k trestu smrti.